# Urhunden
Urhunden (Urhundenplaketten) är ett pris som delas ut av Seriefrämjandet årligen sedan 1987 till föregående års bästa originalsvenska respektive till svenska översatta seriebok (fram till 2012 beskrivet som seriealbum). Priset är uppkallat efter en klassisk svensk seriefigur från förra sekelskiftet av Oskar Andersson, signaturen OA. Mellan 1994 och 2018 delades priset även ut i en tredje kategori, under namnet Unghunden.

## Historik
Priset instiftades vintern 1986/1987 av Seriefrämjandet. Aktiva i namngivning och utformning av priset var Erling Frick (SeF-ordförande, Magnus Knutsson (före detta ordförande), Daniel Atterbom (redaktör för Bild & Bubbla) samt Per A J Andersson (tillträdande redaktör på Bild & Bubbla).

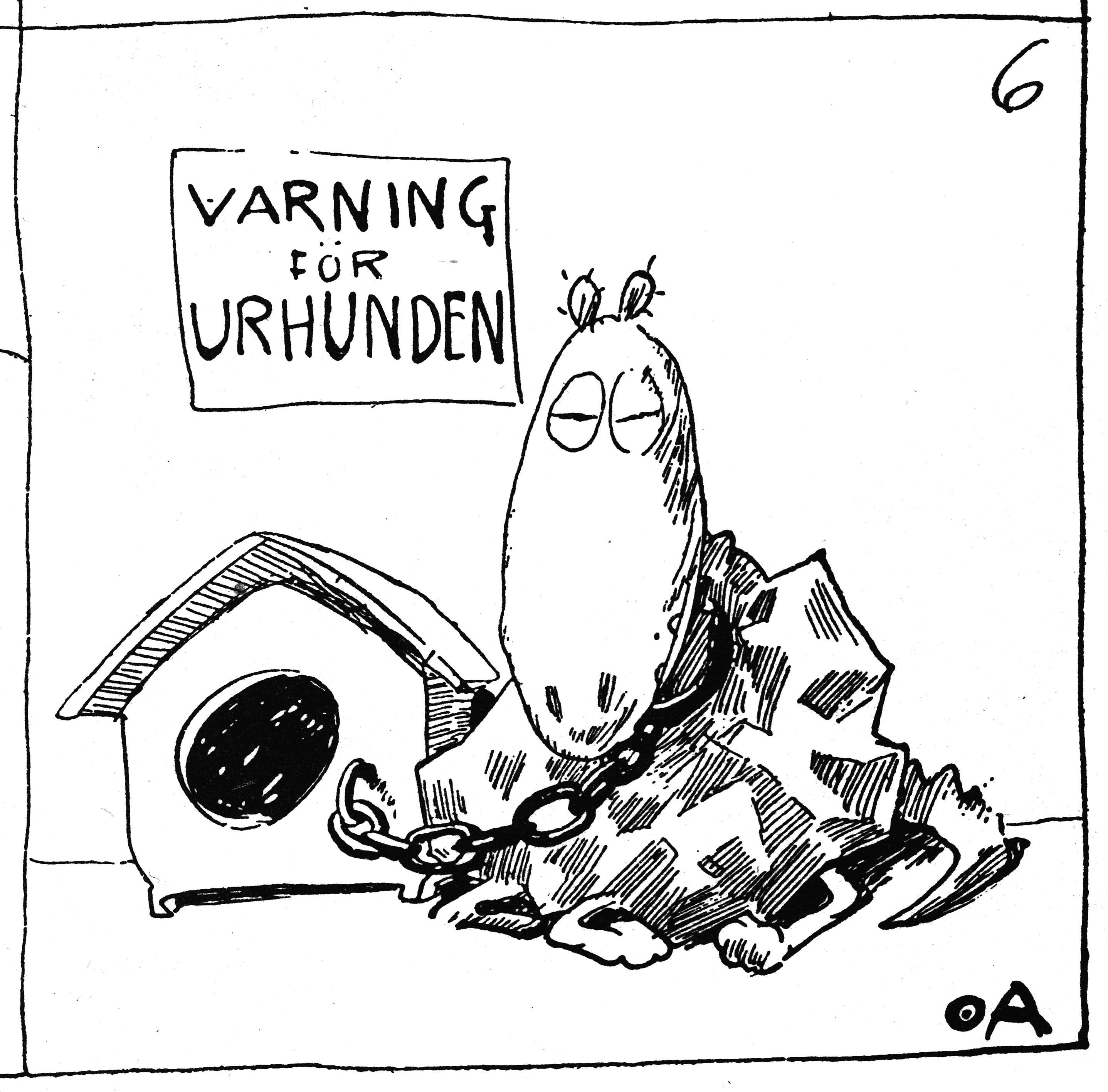
Slutrutan i OA:s "Urhunden på sommarnöje". Den syns i spegelvänt skick på plakettens kliché.

Priset utformades delvis i förhållande till det redan befintliga seriepriset Adamsonstatyetten, som var ett allmänt förtjänstpris till en utländsk och en svensk serieskapare. Seriefrämjandets pris kopplades däremot till en konkret bokutgåva.
Prisets utformning blev en konsekvens av det valda namnet (efter en serie av en svensk seriepionjär). Det blev en zinkkliché (senare/tidvis av magnesium) fäst på en träplakett. Klichén var av zink och föreställande en spegelvänd ruta ur serien Urhunden för att knyta an till det ursprungliga produktionssättet för serier vid sekelskiftet 1800/1900.
Mellan 1994 och 2018 delades också priset ut i en tredje kategori, under benämningen Unghunden. Priset gick till någon eller några som gjort insatser för barn- och ungdomsserier i Sverige, utan koppling till någon speciell prestation ett visst år.
2013 presenterades nomineringarna "/…/ till föregående års bästa svenska respektive översatta seriebok". Detta var en avträdelse från traditionen som nämnde seriealbum och sannolikt ett tecken i tiden. Från mitten av 1990-talet till 2008 när Albumförlaget startade syntes den franskspråkiga traditionens  "serieböcker" i stort format i mjukband mer sällan bland svenska utgåvor. Dessutom innehöll 2000-talets "mangavåg" en stor produktion av importserier i storpocketformat. Efter att bland andra även Cobolt och Mooz startat utgivning i Sverige kan man säga att seriealbumet har kommit tillbaka.
2022 och 2023 ställdes utdelandet av priset in, samtidigt som juryn såg över reglerna. 2024 återstartades juryarbetet och utdelandet officiellt igen.

## Specialpris
1990 fick Carl Barks en Special-Urhunden i samband med seriefestivalen i Kalmar.

## Regeländring
Sedan Charlie Christensen 1994 för tredje gången belönats med Urhunden, beslöts att ändra i stadgarna för prisets utdelande. Därefter kan en och samma serieskapare endast få priset mer än en gång för ett verk som innebär betydlig utveckling.
I samband med Seriefrämjandets 50-årsjubileum 2018 meddelades att 2018 var sista gången Unghunden delades ut och att 2019 var sista året som Urhunden skulle delas ut i dåvarande form.

## Vinnare av Urhunden

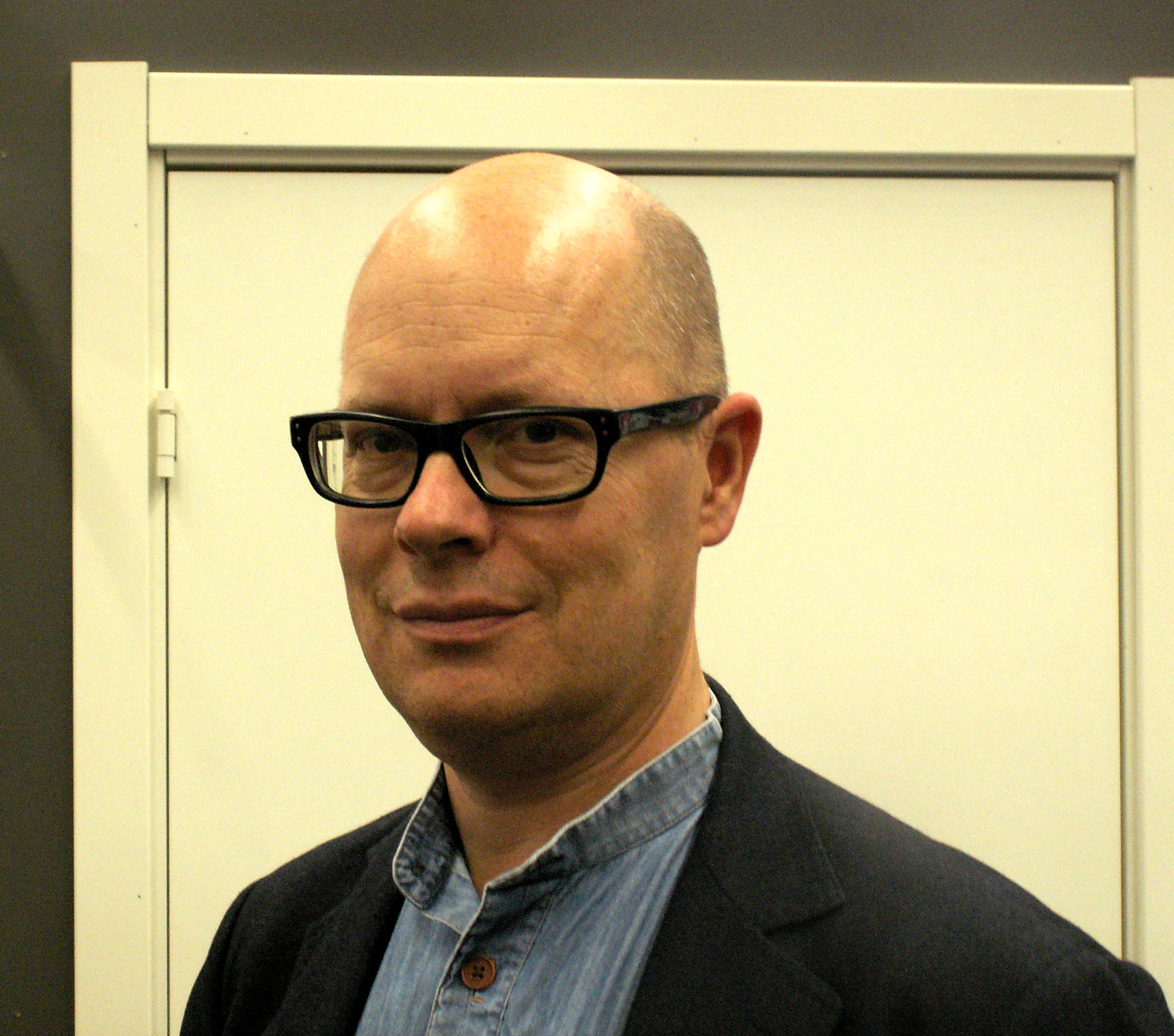
Gunnar Krantz, förste svenske mottagare.

Nedanstående årtal är de för utdelandet av priset, det vill säga året efter respektive albums utgivning.

### Svenska album
- 1987 – Alger av Gunnar Krantz
- 1988 – Gas av Joakim Pirinen
- 1989 – Ensamma mamman av Cecilia Torudd
- 1990 – Arne Anka av Charlie Christensen
- 1991 – Medan kaffet kallnar av Ulf Lundkvist[10]
- 1992 – Arne Anka Del II av Charlie Christensen
- 1993 – Uti vår hage 3 av Krister Petersson
- 1994 – Arne Anka Del III av Charlie Christensen
- 1995 – Vakuumneger av Max Andersson
- 1996 – Garagedrömmar av Mats Kjellblad
- 1997 – Baron Bosse story (Assar 6) av Ulf Lundkvist
- 1998 – Hjärteblod av Anders Westerberg
- 1999 – Allt för konsten (antologi)[11]
- 2000 – Rocky av Martin Kellerman[12]
- 2001 – För fin för denna världen av Daniel Ahlgren[13]
- 2002 – Fröken Märkvärdig & karriären av Joanna Rubin Dranger[14]
- 2003 – Sjunde våningen av Åsa Grennvall[15]
- 2004 – Klas Katt går till sjöss av Gunnar Lundkvist[16]
- 2005 – Amatörernas afton av Anneli Furmark[17]
- 2006 – Pojken i skogen av Mats Jonsson[18]
- 2007 – Jag är din flickvän nu av Nina Hemmingsson[19][20]
- 2008 – Jamen förlåt då av Anneli Furmark[21]
- 2009 – Döda paret och deras 'vänner' av Joakim Pirinen[22]
- 2010 – Frances av Joanna Hellgren[23]
- 2011 – Om någon vrålar i skogen av Malin Biller[24]
- 2012 – Vi håller på med en viktig grej av Sara Hansson
- 2013 – Smålands mörker av Henrik Bromander[25]
- 2014 – Nattbarn av Hanna Gustavsson
- 2015 – Det som händer i skogen av Hilda-Maria Sandgren (Ordfront Galago)[26]
- 2016 – Den röda vintern av Anneli Furmark (Kartago)[27]
- 2017 – Jag håller tiden av Åsa Grennvall (Syster förlag)[28]
- 2018 – Athena: pappas flicka av Li Österberg (Epix)[29]
- 2019 – Drömmen om Europa av Fabian Göranson (Ordfront Galago)[30]
- 2020 – Vei bok 2 av Sara Bergmark Elfgren och Karl Johnsson (Kartago)[31]
- 2021 – Gå med mig till hörnet av Anneli Furmark (Galago)[32]
- 2022 – Inget pris delades ut
- 2023 – Inget pris delades ut
- 2024 – Den naturliga komedin av Ulla Donner (Schildts & Söderströms/Galago)[33]
- 2025 - Mjölk och människor av Matilda Josephson (Galago)[34]

### Översatta album
Flaggan står för landet för seriens originalutgivning. En eventuell andra flagga står för serieskaparens/-as nationalitet eller ursprung.

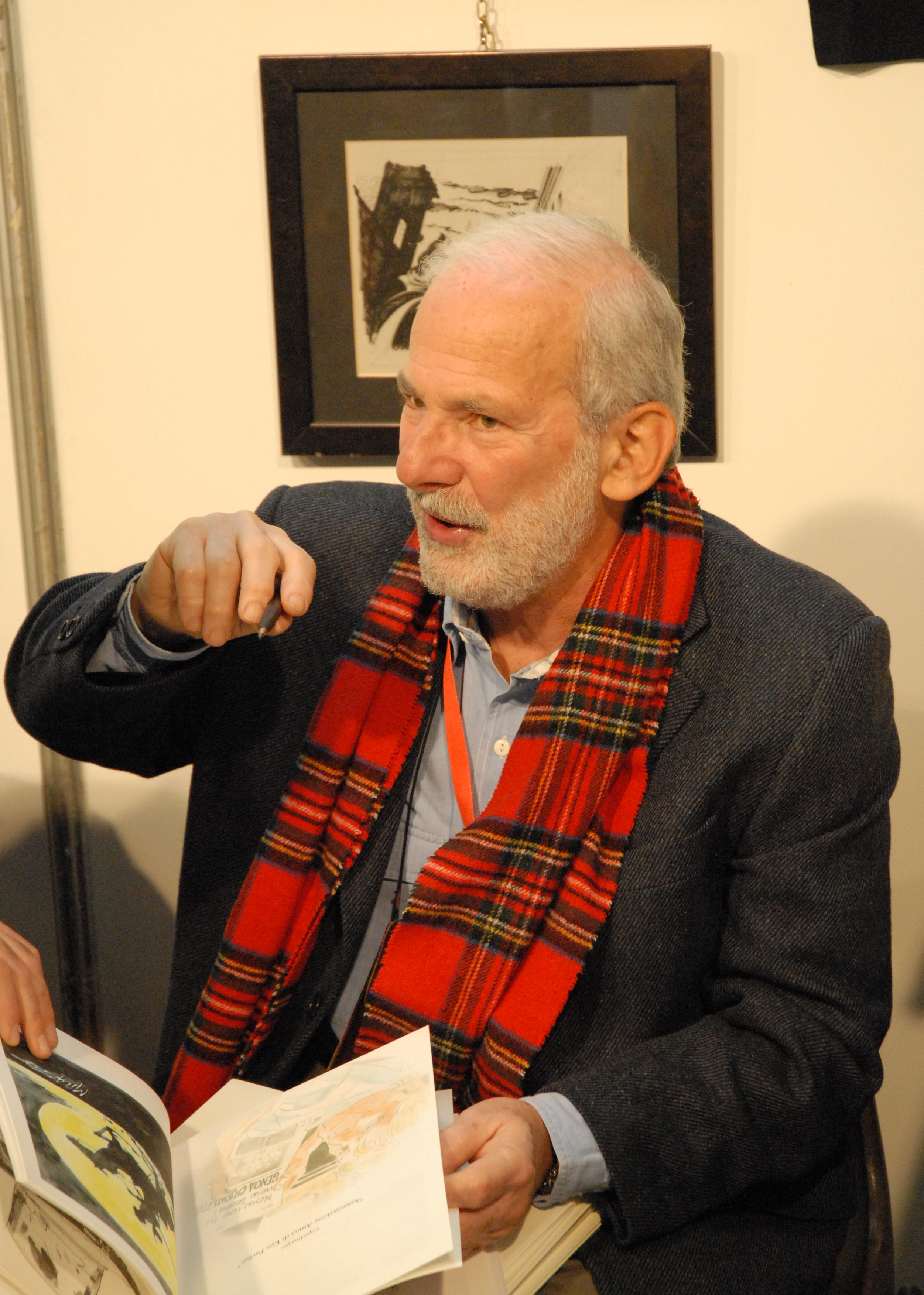
Vittorio Giardino, första utländska mottagare.

- 1987 –  Operation Istanbul av Vittorio Giardino, svensk text: Ingrid Emond
- 1988 –  Maus av Art Spiegelman, översättning: Jan Wahlén
- 1989 –  Den skrattande solen av Gilbert Hernandez, översättning: Gunnar Krantz, Charlotte Magnusson
- 1990 –  Blues i brallan av Baru, översättning: Lena Ekeram
- 1991 –  Sirenens sång av François Bourgeon, översättning: Horst Schröder[10]
- 1992 –  Watchmen av Alan Moore och Dave Gibbons, översättning: Göran Semb
- 1993 –  Maus 2 av Art Spiegelman (Bromberg), översättning: Jan Wahlén och Joanna Bankier
- 1994 –  Ernie 1 av Bud Grace (Egmont), översättning: Peter Sparring
- 1995 –  1945 (När kriget kom 5) av Niels Roland, Morten Hesseldahl och Henrik Rehr
- 1996 –  Serier: Den osynliga konsten av Scott McCloud, översättning: Horst Schröder
- 1997 –  Den stora kokapplöpningen (Bone 4) av Jeff Smith, svensk text: Johan Andreasson
- 1998 –  Karu Cell av Kati Kovács, översättning: Jocke Laitala
- 1999 –  Ed the Happy Clown av Chester Brown, översättning: Horst Schröder [11]
- 2000 –  Pappas flicka av Debbie Drechsler, översättning: Horst Schröder[12]
- 2001 –  Vänta lite... av Jason, översättning av Ingemar Bengtsson[13]
- 2002 –  Holmenkollen av Matti Hagelberg, översättning: Jocke Laitala[14]
- 2003 –  Ghost World av Daniel Clowes, översättning: Horst Schröder[15]
- 2004 –  Allt för konsten 4 (Nordisk antologi)[16]
- 2005 –  Persepolis Del 1 av Marjane Satrapi, översättning: Gabriella Theiler[17]
- 2006 –  V for Vendetta av Alan Moore och David Lloyd, översättning: Göran Semb[18]
- 2007 –  Broderier av Marjane Satrapi, översättning: Gabriella Theiler[19][20]
- 2008 –  Olaf G. av Lars Fiske och Steffen Kverneland, översättning: Ingemar Bengtsson[21]
- 2009 –  Fixaren av Joe Sacco, översättning: Andrea Ängkvist Resch[22]
- 2010 –  Husfrid av Alison Bechdel, översättning: Caroline Åberg[23]
- 2011 –  Ankomsten av Shaun Tan[24]
- 2012 –  Tamara Drewe av Posy Simmonds, översättning: Anna Strandberg
- 2013 –  Idag är sista dagen på resten av ditt liv av Ulli Lust, översättning: Sara Eriksson[25]
- 2014 –  Pyongyang av Guy Delisle (Agering), översättning: Viktor Agering
- 2015 –  Skyttegravskriget 1914–1918 (Placebo press) av Jacques Tardi. översättning: Viktor Agering[26]
- 2016 –  Epileptisk (Placebo press) av David B. (Pierre-François Beauchard), översättning: Viktor Agering[27]
- 2017 –  Egendomen av Rutu Modan, översättning: Sara Årestedt (Placebo press)[35]
- 2018 –   Framtidens arab 3: en barndom i Mellanöstern av Riad Sattouf, översättning: Björn Wahlberg (Cobolt)[29]
- 2019 –  Louis och demonerna av Fanny Britt och Isabelle Arsenault (Sanatorium), översättning: Elin Svahn
- 2020 –  Heimat: ett tyskt släktalbum av Nora Krug (Norstedts), översättning: Karin Andrae, textning: Jens Andersson
- 2021 –  Survilo av Olga Lavrentieva (Kaunitz-Olsson), översättning: Nils Håkanson, textning: Nina Hemmingsson
- 2022 – Inget pris delades ut
- 2023 – Inget pris delades ut
- 2024 –  Hur jag försökte bli en god människa av Ulli Lust (Lystring Förlag), översättning: Sara Eriksson JJ
- 2025 -  Uppvaknanden av Juliette Mancini, Lystring Förlag. Översättning: Katarina Andersson[34]

## Vinnare av Unghunden
- 1994 – Rune Andréasson

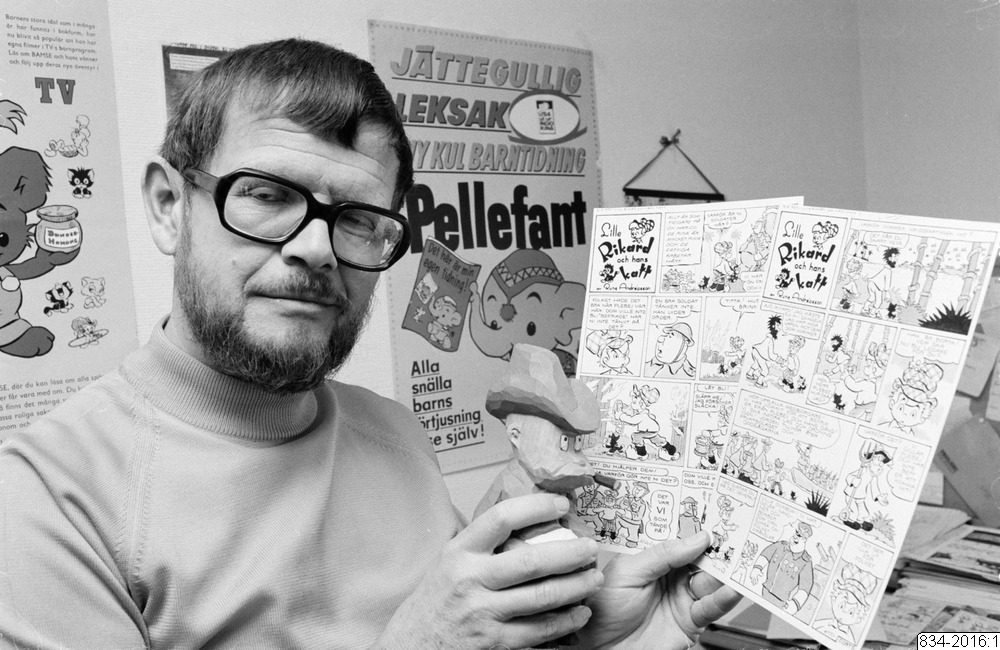
Rune Andréasson, första mottagare av sidopriset Unghunden.

- 1995 – Peter Madsen, Henning Kure, Per Vadmand och Hans Rancke-Madsen (Danmark)
- 1996 – Måns Gahrton och Johan Unenge
- 1997 – Magnus Knutsson
- 1998 – Don Rosa (USA)
- 1999 – Bryan Talbot[11] (Storbritannien)
- 2000 – Bokfabriken[12] (Danmark/Sverige)
- 2001 – Carlsen Comics[13]
- 2002 – Mats Källblad[14]
- 2003 – Kamratposten[15]
- 2004 – Bamse-redaktionen[36]
- 2005 – Johan Andreasson[17]
- 2006 – Helena Magnusson[18]
- 2007 – Ulf Granberg[20]
- 2008 – Lena Furberg[21]
- 2009 – Jan Lööf[22]
- 2010 – Stefan Diös[23]
- 2011 – Positiv förlag[37]
- 2012 – Janne Lundström
- 2013 – Joakim Gunnarsson och Johanna Kristiansson[25]
- 2014 – Åsa Ekström
- 2015 – Claes Reimerthi[26]
- 2016 – Melinda Galaczy och Helga Boström
- 2017 – Fabian Göranson och Josefin Svenske[35]
- 2018 – Cecilia Torudd[29]

## Special-Urhunden

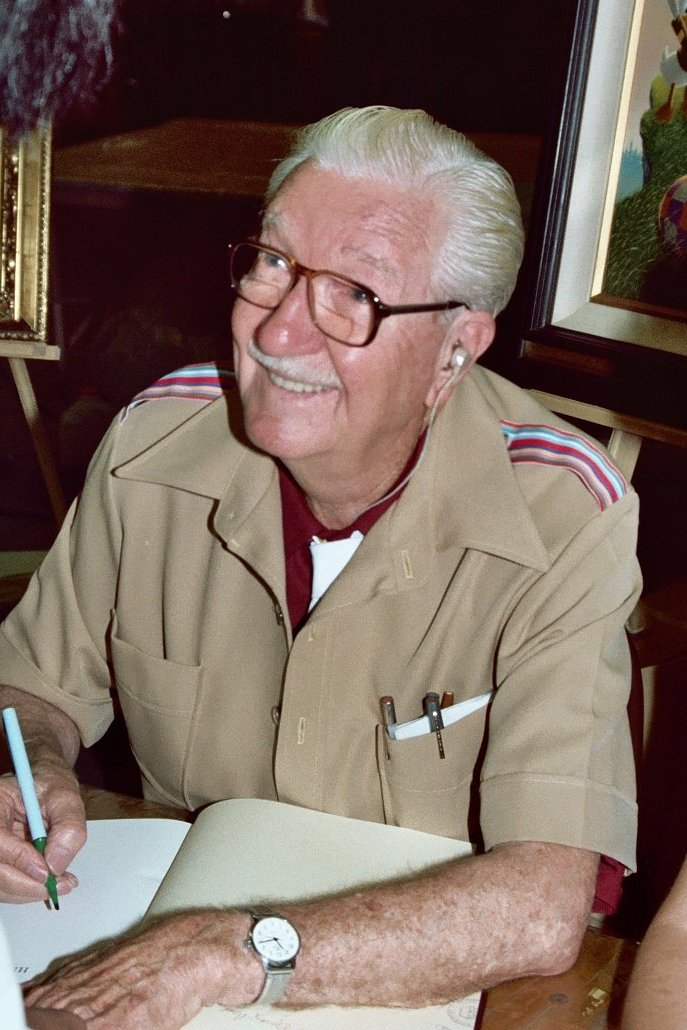
Carl Barks, som 1990 tilldelades en Special-Urhunden.

- 1990 – Carl Barks[38]